# Edwardsville, Alabama
Edwardsville là một thị trấn thuộc quận Cleburne, tiểu bang Alabama, Hoa Kỳ. Dân số năm 2009 là 195 người, mật độ đạt 5 người/km².